# Athenea Mata
Athenea Mata (Madrid, 11 de setembro de 1976) é uma atriz espanhola.